# 2021年花蓮地震
2021年花蓮地震，是指主震發生於2021年4月18日22時14分的地震，其震央位於台灣花蓮縣壽豐鄉，地震規模為ML6.2級，地震深度14.4公里，該次主震發生前，同區域內也發生一次較大前震，地震規模為ML5.8級，此次地震是台灣使用新震度分級以來，首次觀測震度達到5強的地震，且與2019年花蓮地震同一天。

## 地震分析

### 構造背景
台灣位於地震活躍的環太平洋火山帶中，菲律賓海板塊和歐亞板塊交界上。菲律賓海板塊以每年平均82公釐的速度朝西北碰撞歐亞板塊，另因花東縱谷為歐亞板塊和菲律賓海板塊的聚合帶，因此地震頻繁。根據學者余水倍等人的研究，台灣東部地區消耗了40%的聚合能量，因此該地區的地質活動顯著。

### 專家意見
中央氣象局地震測報中心主任陳國昌表示，這次地震皆位於花蓮縣壽豐鄉境內，由於該區域屬於歐亞大陸板塊與菲律賓海板塊的南邊交界處，本來地震就多，較大規模的地震也時常發生，經常會出現擠壓及碰撞，累積久了就會容易發生地震。與東部平時產生地震的隱沒帶不相同。

## 參數測定

### 前震
2021年4月18日22時11分39秒，台灣花蓮縣政府西南方19.1公里處發生ML5.8級的地震，最大震度達到5弱（花蓮縣壽豐鄉水璉村）。因地震深度淺，感受較為強烈，是次地震也觸發了強震即時警報系統，中央氣象局透過災防告警系統發布了地震速報，地震發生後臺灣各新聞媒體於電視新聞播送時段發布緊急地震快訊。

### 主震
就在前震發生後3分鐘，於22時14分37秒同一區域再度發生ML6.2級的地震，深度僅14.4公里，震央位於台灣花蓮縣政府西南方20.4公里處，與前震位置相當接近，最大震度達到5強（花蓮縣壽豐鄉水璉村）。由於地震深度較淺，因此各地都感受到相當明顯的搖晃，且地震隨即再度觸發了強震即時警報系統，中央氣象局亦透過災防告警系統發布地震速報，東森新聞及台灣各新聞媒體於電視新聞播送時段再次發布緊急地震快訊。
美國地質調查局同日測定，本次地震規模為MW5.9級，地震深度10公里，最大震度達到8度（VIII），並於同日晚間將地震規模下修至MW5.8。
香港在本次地震中，香港天文台接收到來自百位市民表示感受到這次的晃動，經過分析後，香港天文台正式測定本次地震震度在香港達到麥卡利地震烈度表的3度(III)。

## 災情
地震後經調查花蓮縣豐濱鄉台11線34至34.5K區間及秀林鄉台8線167K至110K太魯閣牌坊至天祥段有落石出現。
根據花蓮縣政府教育處統計，目前全縣共有27所學校出現受損情形，其中位在震央的花蓮縣壽豐鄉水璉村的水璉國小，校園的馬路、籃球場出現裂縫以及水塔倒塌，所幸沒有傳出人員傷亡。